# O-20 (Turkije)
De O-20 of Otoyol 20 (Autosnelweg 20), genaamd de Ring rond Ankara (Turks: Ankara Çevreyolu), is een autosnelweg in Turkije. De ring rond de Turkse hoofdstad Ankara is volledig afgewerkt met twee rijbanen met telkens vier rijstroken. De omtrek is 110 km. Op de ring sluit de O-4 richting Istanboel aan en de O-21 Ankara-Adanasnelweg. Verschillende trajecten op de ringweg maken deel uit van de E88, de E89 of de E90.
O-1 · 
O-2 · 
O-3 · 
O-4 · 
O-5 · 
O-6 · 
O-7 · 
O-20 · 
O-21 · 
O-21A · 
O-22 · 
O-30 · 
O-31 · 
O-32 · 
O-33 · 
O-50 · 
O-51 · 
O-52 · 
O-53 · 
O-54 · 
O-57